# Kyŏngsun
Le roi Kyŏngsun (hangeul : 경순왕 ; hanja : 敬順王 ; RR : Gyeongsun wang), né en 897[réf. souhaitée], et mort en 978 est le 56e et dernier souverain du royaume de Silla. Il règne de 927 à 935. Il abdique en faveur de Wang Geon, fondateur de la dynastie dirigeante du Goryeo. 